# Нагвалізм
Наґвалізм (англ. Nagualism, ісп. Nagualismo) - назва вчення шаманів давньої Мексики про досягнення абсолютної свободи усвідомлення та сприйняття, яке практикував якійський мольфар дон Хуан Матус. Також ця система знання відома під назвами "шаманізм", "мольфарство", "мистецтво свободи", "пошук повної свободи",  "володіння наміром", "брухерія". Учення наґвалізму стало широко відомим завдяки роботам Карлоса Кастанеди (Carlos Castaneda), Тайші Абелар (Taisha Abelar), Флоринди Доннер-Грау (Florinda Donner-Grau), Армандо Торреса (Armando Torres) та низки інших менш авторитетних авторів.